# Piute County
Piute County är ett administrativt område i delstaten Utah, USA. År 2010 hade countyt 1 556 invånare. Den administrativa huvudorten (county seat) är Junction.

## Geografi
Enligt United States Census Bureau har countyt en total area på 1 983 km². 1 962 km² av den arean är land och 21 km² är vatten.

### Angränsande countyn
- Sevier County - nord
- Wayne County - öst
- Garfield County - syd
- Iron County - sydväst
- Beaver County - väst

### Orter
- Circleville
- Junction (huvudort)
- Kingston
- Marysvale